# Jean Grosjean
Jean Grosjean (* 21. Dezember 1912 in Paris; † 10. April 2006 in Versailles) war ein französischer Schriftsteller, Herausgeber und Übersetzer.

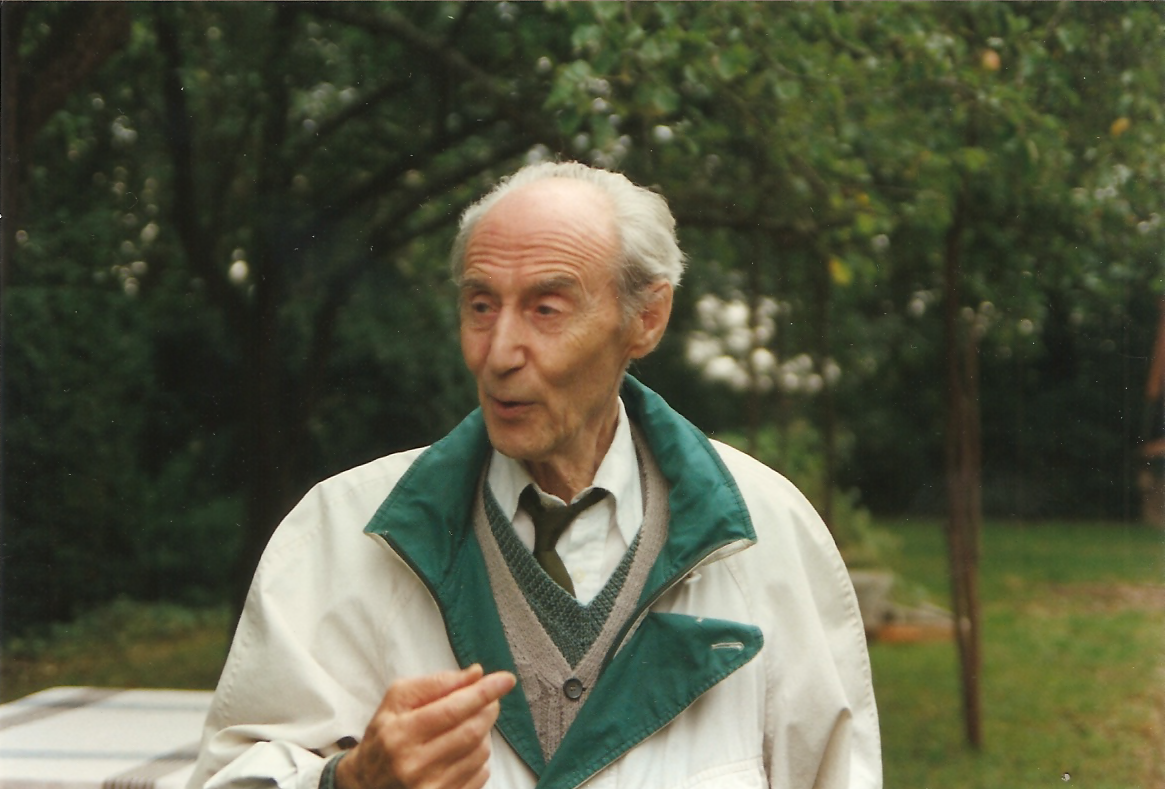
Jean Grosjean (1997)

## Leben
Jean Grosjean, der mit 3 Jahren seine Mutter verlor, wuchs in der Franche-Comté auf. Mit 10 Jahren entdeckte er Maupassant und begann zu schreiben. Mit 17 wurde er durch die Lektüre der Bibel und der Werke Claudels auf den geistlichen Beruf orientiert, besuchte das Priesterseminar Saint-Sulpice in Issy-les-Moulineaux und wurde 1939 zum Priester geweiht. Er musste Kriegsdienst leisten, wurde beim deutschen Einmarsch gefangen genommen und lernte im Lager Sens André Malraux kennen. Bis 1943 war er im Stammlager Neubrandenburg/Fünfeichen, wo er den Schriftsteller Roger Judrin und Claude Gallimard kennenlernte. Nach seiner Entlassung war er kurz Vikar in Vitry-sur-Seine, zog sich aber dann in die Einsamkeit des Départements Doubs zurück.
1946 veröffentlichte er bei Gallimard sein erstes Buch Terre du temps, das den von der Nouvelle Revue Française (NRF) verliehenen Prix de la Pléiade bekam. 1950 trennte er sich von der Kirche und heiratete. Künftig lebte er nur noch dem dichterischen Schaffen, Übersetzungen und seiner Tätigkeit im Verlag Gallimard, zuerst als Lektor, ab 1967 mit Marcel Arland als Herausgeber der NRF. Von seinen zahlreichen Gedichtbänden ist keiner ins Deutsche übersetzt. Das gilt auch für sein schmales Bändchen Clausewitz (1972, 1987, 2012), in dem Clausewitz nach Waterloo mit Gneisenau und weiteren Generälen über die Zeit danach diskutiert. Seine Übersetzungen galten der Bibel, dem Koran, altgriechischen Texten und Shakespeare. Zusammen mit Jean-Marie Gustave Le Clézio schuf er 1990 bei Gallimard die Reihe L'Aube des peuples mit Texten aus den Anfängen der verschiedenen Zivilisationen. Oft zog er sich auf seinen Besitz in Avant-lès-Marcilly zurück. Er starb 2006 in Versailles im Alter von 93 Jahren.
Grosjean erhielt zahlreiche Preise, darunter 1983 den Grand Prix de Poésie der Académie française. In Avant-lès-Marcilly ist ein Platz nach ihm benannt.
Zu den von Grosjean geförderten Dichtern gehört Jean-Pierre Lemaire.

### Handbuchliteratur
- Winfried Engler: Lexikon der französischen Literatur. Krömer, Stuttgart 1994, S. 453–454.
- Jean-Michel Maulpoix: Histoire de la littérature française. XXe. 1950/1990. Hatier, Paris 1991, S. 96–97.
- Jean-Pierre Damour: GROSJEAN, Jean. In: Jean-Pierre de Beaumarchais, Daniel Couty und Alain Rey (Hrsg.): Dictionnaire des littératures de langue française. Auteurs. Ausgabe in 3 Bänden. Bordas, Paris 1984, S. 984–985.